# Yordanka Donkova
Yordanka Donkova (Sófia, 28 de setembro de 1961) é uma atleta da Bulgária que se sagrou campeã olímpica dos 100 metros com barreiras em 1988.
Também ganhou nove medalhas em campeonatos europeus outdoor e indoor. Ela detém ainda o recorde do Campeonato Europeu com 12s38. Donkova estabeleceu quatro recordes mundiais em 1986. Seu quinto, um tempo de 12s21 de 1988.
Ela sofreu um terrível acidente na infância que resultou em perder dois dedos na sua mão direita. Em 1989, ela teve um aborto espontâneo em junho, quando esperava seu primeiro filho. Ela é uma mãe de três crianças, em 1991 deu à luz seu primeiro filho, um filho chamado Zhivko e meninas gêmeas Desia e Daniela, em 1996.